# 布勒佐勒
布勒佐勒（法語：Brezolles，法語發音：[bʁəzɔl]）是法国厄尔-卢瓦省的一个市镇，属于德勒区。

## 地理
布勒佐勒（48°41'25"N, 1°4'21"E）面积14.23 平方千米，位于法国中央-卢瓦尔河谷大区厄尔-卢瓦省，该省份为法国北部内陆省份，北起顺时针与厄尔省、伊夫林省、埃松省、卢瓦雷省、卢瓦-谢尔省、萨尔特省和奧恩省接壤。
与布勒佐勒接壤的市镇（或旧市镇、城区）包括：费桑维利耶-马唐维利耶、圣吕班德克拉旺、克吕塞维拉日、莱沙特莱。

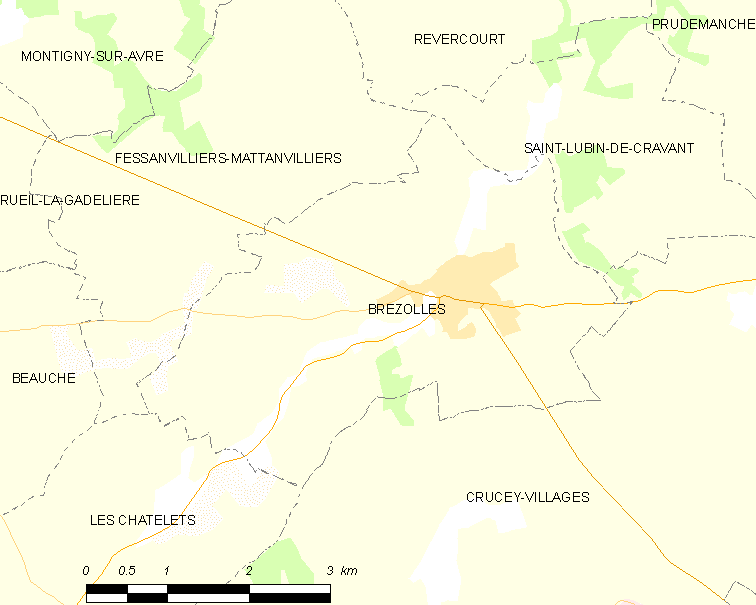
布勒佐勒的OSM定位图

布勒佐勒的时区为UTC+01:00、UTC+02:00（夏令时）。

## 行政
布勒佐勒的邮政编码为28270，INSEE市镇编码为28059。

## 政治
布勒佐勒所属的省级选区为圣吕班德容什雷县。

## 人口

1962-2008年间布勒佐勒人口变化图示

布勒佐勒于2022年1月1日时的人口数量为1796人。